# Subačius
Subačius ( escoltar (?·pàg.)), és una ciutat del comtat de Panevėžys, Lituània, es troba a la riba del riu Viešintaestà a 14 km a l'oest de Kupiškis.